# Athenagoras I al Constantinopolului

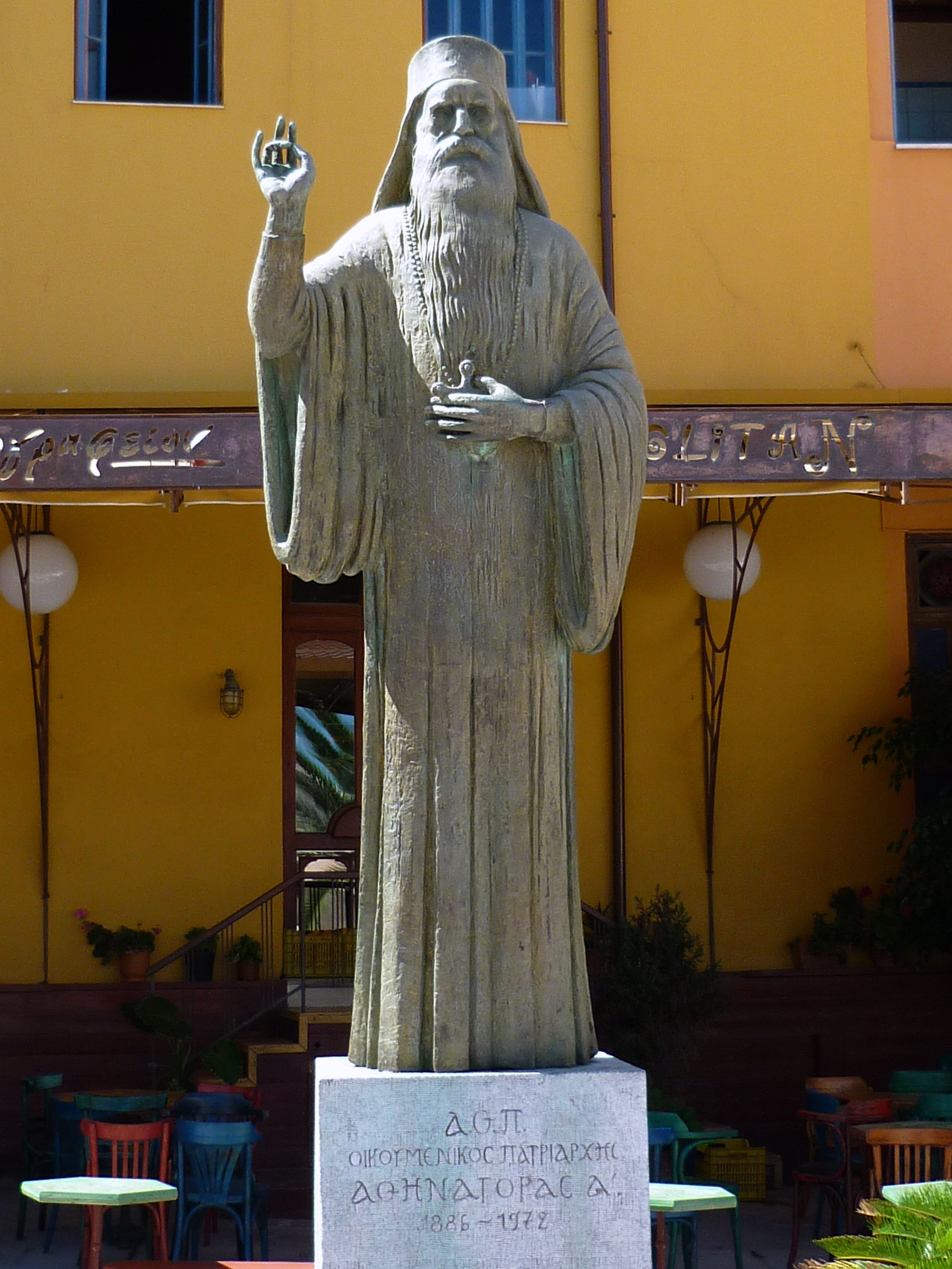
Statuia lui Athenagoras din Chania

Athenagoras I, cu numele laic de Aristocles Spyrou, (n. 25 martie/6 aprilie 1886, Vasiliko⁠(d), Ano Pogonio Municipal Unit⁠(d), Epir, Grecia – d. 7 iulie 1972, Istanbul, Turcia) a fost cel de al 268-lea Patriarh Ecumenic al Constantinopolului, de la 1 noiembrie 1948 până la sfârșitul vieții.
Părinții săi au fost aromâni.

## Copilăria și formarea
Aristokles era fiul unui medic din satul Vassilikon. Mama sa a murit pe când el nu avea decât treisprezece ani. Când a avut vârsta pentru a urma studiile superioare, s-a înscris la Școala Patriarhală de Teologie din Halki (Istanbul), diploma obținând-o în 1910. Apoi s-a călugărit, primind numele de Athenagoras, după care a fost hirotonit diacon.

## În serviciul Patriarhiei ecumenice
A devenit apoi arhidiacon al episcopului de Pelagonia, apoi, puțin mai târziu, secretarul arhiepiscopului Meletios al Atenei care a devenit patriarh ecumenic al Constantinopolului în 1919.

## Mitropolit de Corfu
A fost hirotonit mitropolit de Corfu în decembrie 1922, înainte de a fi avut posibilitatea de a sluji ca simplu preot. În 1930 mitropolitul Damaskinos, viitor regent al tronului arhiepiscopal al Greciei, a efectuat o vizită pastorală în America. La revenirea în Grecia, a recomandat patriarhului Photios al II-lea desemnarea episcopului de Corfu pentru a-l înlocui pe arhiepiscopul Alexandru pe scaunul de arhiepiscop ortodox grec din America.

## Arhiepiscop în America
La 30 august 1930 această nominalizare era efectivă. La 24 februarie 1931 Athenagoras și-a luat în primire funcțiile. În timpul arhiepiscopatului său, a avut de îndeplinit mai multe misiuni, iar activitățile sale s-au dovedit dificile prin disensiunile care îi opuneau pe grecii din America grupați în regaliști și respectiv partizani ai lui Eleftherios Venizelos. Are meritul fondării Școlii de Teologie Sfânta Cruce la Brookline.

## Arhiepiscop al Constantinopolului și patriarh ecumenic
La 1 noiembrie 1948 a fost ales patriarh al Constantinopolului. Președintele Statelor Unite ale Americii, Harry Truman, i-a pus la dispoziție avionul său personal pentru a-i facilita călătoria la Istanbul.
L-a întâlnit pe papa Paul al VI-lea la Ierusalim în 1964. A fost cea dintâi întâlnire dintre primații Bisericii Romei și Bisericii Constantinopolului după 1439 (Conciliul de la Florența). Cei doi primați s-au întâlnit din nou la Istanbul, în 1967, apoi, încă o dată, în același an, în timpul vizitei patriarhului la Vatican. În 1965 s-au pus de acord asupra revocării decretelor de excomunicare reciprocă din 1054, care au dus la Marea Schismă.
La 50 de ani de la întâlnirea istorică dintre Athenagoras și papa Paul al VI-lea la Ierusalim, în data de 25 mai 2014, s-au întâlnit, tot la Ierusalim, patriarhul Bartolomeu și papa Francisc.